# Dana Perino
Dana Marie Perino (Evanston, 9 de maio de 1972) é uma comentarista e escritora norte-americana que serviu como a 26ª Secretária de Imprensa da Casa Branca, durante a Presidência de George W. Bush, de 14 de setembro de 2007 a 20 de janeiro de 2009. Ela foi a segunda mulher a ocupar o cargo, tendo sido a primeira Dee Dee Myers, que ocupou o posto durante a Presidência de Bill Clinton. Atualmente ela é comentarista permanente para a Fox News, enquanto também atua como co-apresentadora do programa talk show The Five na mesma emissora.

## Biografia

### Início
Dana Perino nasceu em Evanston, ela é filha de Janice "Jan" Perino e Leo Perino, e cresceu no Colorado, nos arredores de Denver. Dois dos seus avós paternos foram imigrantes italianos. Ela frequentou o Ponderosa High School de Parker, a sudeste de Denver. Em 1993, ela obteve sua graduação no Colorado State University-Pueblo com um bacharelado em comunicação, e especialização em ciência política e espanhol. Na faculdade, ela participou de grupo dedicado a oratória, trabalhou na KTSC-TV, uma emissora do campus da faculdade filiada a TV Rocky Mountain PBS, e também trabalhou na rádio KCCY-FM das 2 às 6 da manhã. Posteriormente ela obteve o seu mestrado em Relatórios de Temas Públicos na University of Illinois Springfield (UIS). Durante os seus estudos em UIS, ela também trabalhou para a WCIA, uma TV afiliada da CBS, como repórter diária em que cobria assuntos relativos ao Poder Legislativo do Estado de Illinois.
Dana Perino posteriormente veio a trabalhar em Washington, D.C., no Congresso dos Estados Unidos, como assessora de Scott McInnis (R-CO) antes servindo por quase quatro anos como Secretária de Imprensa para o também congressista Dan Schaefer (R-CO), que então presidia a  comissão de energia da câmara de comércio.
Após o anúncio de aposentadoria de Schaefer em 1998, Perino e seu marido Peter McMahon se mudaram para a Grã-Bretanha.
Em novembro de 2001, Perino retornou a Washington, D.C., e assumiu um cargo como porta-voz para o Departamento de Justiça dos Estados Unidos, posto que ela desempenhou por cerca de dois anos.
Ela então se juntou a equipe da Casa Branca como diretora-associada de comunicação no Conselho de Meio-Ambiente, onde ela fornecia conselhos estratégicos no desenvolvimento de conteúdo, no relacionamento com a mídia e divulgação pública. A Comissão de Supervisão da Casa dos Representantes do Congresso norte-americano, então presidido por Edolphus Towns (D-NY), afirmou em suas descobertas sobre a censura das mudanças climáticas, que o Conselho de Meio-Ambiente exerceu controle indevido das relações de mídia em agências científicas governamentais durante o seu mandato.

### Secretária de Imprensa na Administração Bush

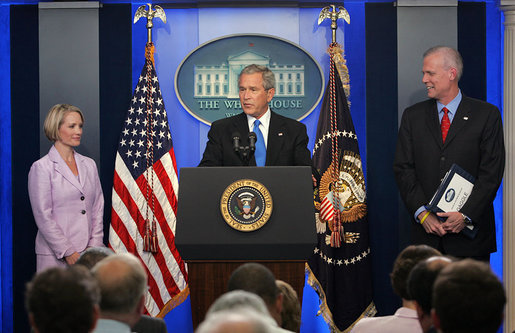
Dana Perino, George W. Bush e Tony Snow

Dana Perino assumiu o cargo de Secretária de Imprensa Adjunta de 2005 a 2007 durante a Administração de George W. Bush. Ela foi contratada por Scott McClellan. Em seu cargo, ela realizava comunicações em diversas ocasiões durante o dia ao lado do diretor de comunicações da Presidência, o seu Secretário de Imprensa e o seu Diretor de Assuntos de Mídia, também serviram como porta-voz para a Casa Branca para questões respectivas aos seus cargos. Além disso, ela coordenava assuntos relativos ao trabalho de todas as agências de meio ambiente, energia e recursos naturais, bem como revisava e aprovava os principais comunicações concernentes aos assuntos dessas agências.
De 27 de março a 30 de abril de 2007, ela assumiu interinamente o cargo de Secretária de Imprensa da Casa Branca enquanto o então Secretário de Imprensa Tony Snow se submetia a um tratamento contra um câncer de cólon.
Em 31 de agosto de 2007, Bush anunciou que Snow deixaria o seu posto definitivamente por razões de saúde e que Perino se tornaria a sua substituta permanente. Ela então assumiu a sua promoção, ocupando o cargo de Secretária de Imprensa da Casa Branca de 14 de setembro de 2007 até o último dia da Administração Bush, em 20 de janeiro de 2009. Tony Snow veio a falecer em 12 de julho de 2008 por complicações em decorrência do câncer.

Em um incidente ocorrido em 14 de dezembro de 2008, um jornalista de emissora de televisão, Muntadhar al-Zaidi, jogou dois sapatos contra o Presidente George W. Bush, durante uma conferência de imprensa em Bagdá. Bush de forma bem-sucedida se desviou dos arremessos, mas Dana Perino foi ferida no rosto ao se esbarrar em um microfone durante o tumulto que se seguiu, tendo sido o agressor preso na sequência.

### Carreira Pós-Administração Bush
Após deixar a Casa Branca, Perino se tornou comentarista de assuntos de política na Fox News. Ela é uma regular co-apresentadora no programa talk show da emissora, The Five. Em novembro de 2009, ela foi nomeada pelo então presidente dos Estados Unidos Barack Obama para servir no Conselho de Administração de Radiodifusão, uma agência supervisora da transmissão internacional patrocinada do governo, e foi confirmada pelo Senado dos Estados Unidos em 30 de junho de 2010. Em 2010, ela começou a dar aulas em meio período na Escola de Pós-graduação em Gestão Política da George Washington University, na disciplina de comunicações políticas. Em março de 2011, a Crown Publishing Group, uma divisão da editora Random House, Inc., anunciou que Perino se juntaria a companhia como Diretora de Editorial na Crown Forum, mas ela deixou a posição pouco tempo depois.
Em 18 de setembro de 2016, o seu podcast Perino & Stirewalt: I'll Tell You What estreou como uma série limitada semanal na Fox News Channel. Uma nova "I'll Tell You What" é lançada toda quarta-feira a noite semanalmente.

### Vida pessoal
Dana Perino conheceu o seu marido, Peter McMahon, em 1996. McMahon, nasceu em Blackpool, Lancashire, na Inglaterra, e atua como empresário no ramo de marketing internacional e de comércio de produtos médicos. Eles são casados desde 1998.
Em maio de 2012, Perino apareceu no programa da CBS Jeopardy! durante uma gincana do programa chamada "Power Players", enfrentando Kareem Abdul-Jabbar e David Faber da CNBC.

## Publicações
- Perino, Dana (abril de 2016). And the Good News Is...: Lessons and Advice from the Bright Side. New York: Twelve. ISBN 1455584916
- Perino, Dana (outubro de 2016). Let Me Tell You about Jasper...: How My Best Friend Became America's Dog. New York: Twelve. ISBN 1455567108